# عبد الكريم الكباريتي
عبد الكريم علاوي صالح الكباريتي (15 ديسمبر 1949 - ) هو سياسي ورجل أعمال أردني ولد في عمّان، شغل منصب رئيس الوزراء من 4 فبراير عام 1996 حتى 18 مارس من سنة 1997. كما شغل منصب رئيس الديوان الملكي، وكان عضواً في البرلمان الأردني في المجلس النيابي الثاني عشر والمجلس النيابي الحادي عشر.

## حياته وتعليمه
ولد الكباريتي في عمان في 15 ديسمبر 1949 لعائلة بارزة تعود جذورها إلى مدينة العقبة في أقصى جنوب الأردن، كان والده رئيساً لبلدية العقبة ونشأ في عائلة غنية. شقيقه هو صالح الكباريتي سفير الأردن الأسبق في تركيا.
حاصل على درجة البكالوريوس في إدارة الأعمال وإدارة مالية مع مرتبة الشرف من جامعة سانت إدواردز في الولايات المتحدة، سنة 1973.

## المناصب الحالية والسابقة التي شغلها
- عمل في عدة شركات مالية وأعمال حرة من 1973 إلى 1989
- وزير السياحة والآثار (1989 – 1991)
- وزير العمل (1991 – 1993)
- وزير الخارجية (1995 –1996)
- رئيس الوزراء و وزير الخارجية والدفاع (1996 –1997)
- عضو مجلس النواب الأردني الثاني عشر (1993 - 1997) والحادي عشر (1989 - 1993)، رئيس اللجنة المالية والاقتصادية بالمجلس (1993 – 1995)
- رئيس الديوان الملكي (1999 – 2000)
- عضو مجلس الأعيان الأردني، النائب الأول لرئيس المجلس (2000 – 2002)
- عضو مجلس الأعيان الأردني، رئيس اللجنة المالية والاقتصادية بالمجلس (2005 - 2007)
- عضو مجلس إدارة بنك برقان - الكويت
- عضو مجلس إدارة شركة الألبان الأردنية
- رئيس مجلس إدارة بنك الخليج الجزائر – الجزائر (ممثل البنك الأردني الكويتي)
- رئيس مجلس إدارة الشركة المتحدة للاستثمارات المالية (ممثل البنك الأردني الكويتي)
- رئيس مجلس الأمناء في جامعة عمان الأهلية
- رئيس مجلس إدارة البنك الأردني الكويتي

| سلفه: عبد السلام المجالي | عبد الكريم الكباريتي | خلفه: فايز الطراونة |